# 名古屋清流女学校
名古屋清流女学校（なごやせいりゅうじょがっこう）は、メソジスト監督教会の宣教師らによって1888年（明治21年）名古屋市に設立されたミッションスクールである。名古屋における実質的に最初の女学校として発展したが、時流により宣教団の後ろ盾を失い、1920年（大正9年）に廃校となった。

## 沿革
1888年（明治21年）3月、メソジスト監督教会系の牧師山鹿旗之進（山鹿素行の直系子孫）と、宣教師として来日中のロング牧師(Carroll Summerfield Long, PhD)が、名古屋美以教会（現・名古屋中央教会）の会員であった県会議員の三枝光太郎を説得し設立されることになった。しかしロング牧師は病のために翌年帰国しまもなく亡くなり、山鹿も同時に名古屋を去っている。
- 1888年（明治21年）
  - 8月15日 - 設立認可。
  - 8月19日 - 金城新報に設立主意書を公表。目的として「女子の為めに女子を教育する」を掲げる。
  - 9月18日 - ロング宅（東片端町3丁目33番）にて入学説明会を行い、19日20日に英語の、26日27日に和漢学の試験を行う。
  - 10月3日 - 開校式。翌日から授業開始。
- 1890年（明治23年） - 東外堀町7番に千坪の敷地を購入するが住民の立ち退きに数年を要した。
- 1897年（明治30年） - 校主（日本人）と校長（宣教師）の間に確執があり新聞沙汰となった。
- 1900年（明治33年） - 東外堀町に新校舎が落成。この頃が最盛期で、生徒数は140名を数えた。
- 1907年（明治40年）5月 - 火災により校舎を全焼し、陸軍予備病院で授業を行う。
- 1908年（明治41年） - 愛知郡千種町に仮校舎を建造して移転。
- 1911年（明治44年）3月 - 千種町に新校舎落成。
- 1913年（大正2年）8月18日 - 文部省より専門学校入学者検定規程による指定をうける。[1][注釈 2]
- 1915年（大正4年）11月 - 清流幼稚園を開設。
- 1916年（大正5年）12月 - 清流幼稚園が日本メソジスト名古屋中央教会に移転・経営移管される。
- 1920年（大正9年）3月31日 - 財政難により廃校。生徒は金城女学校など市内の各学校へ編入。

跡地には名古屋鉄道局教習所が設立され、中部鉄道学園を経て東海旅客鉄道社員研修センターとなったが、現在は再開発されヤマダ電機名古屋千種店となっている。なお名古屋中央教会へ移管された清流幼稚園は、1945年3月12日の名古屋大空襲によって園舎を焼失するまで存続した。

## 建学の精神
「智徳併進を旨とし女子に高等の教育を授け善良有用の夫人を育成するを以て其目的と為す」
当時はキリスト教教育を文書化することは許されていなかった。